# サッカーの憂鬱 裏方イレブン
『サッカーの憂鬱 裏方イレブン』（サッカーのゆううつ うらかたイレブン）は、能田達規による日本のサッカー漫画である。『漫画サンデー』（実業之日本社）にて不定期連載された。タイトルからも分かるように、サッカーにまつわる裏方たちの仕事や苦労、歓びなどを採り上げたものであり、他のサッカー漫画とは異なった視点から描かれている。2巻まで刊行。

## 概要
作者の能田はそれまでも『ORANGE』、『オーレ!』など国内サッカーリーグを舞台としたサッカー漫画を描いてきた。この作品は単行本2巻の扉によると、裏方といわれる職業に対する作者なりのリスペクトであると答えている。主役はクラブ社長や営業、審判、チームドクターやホペイロ（用具係）、広報担当、マスコミサイドでは実況アナウンサーやライター、また、グラウンドの芝を管理するターフキーパーなどを扱っており、各々を主役に置いたオムニバス形式。また、舞台の設定も毎回入れ替わっている。
尚、日本全国にサッカークラブが存在するという設定の元で成り立っており、連載・単行本発刊時の2013年Jリーグクラブが存在しない福山、浜松、姫路、宮崎、青森、和歌山、高知なども舞台として登場している。

## サブタイトル一覧
本誌連載時には『○○の憂鬱』（○○には該当する職業などが入る）というタイトルで記載されているが、単行本ではCASE．○（○には連載番号が入る）として記載されている。

### 第1巻
CASE.1 審判
主役はプロフェッショナルレフェリーの権田基夫。ショットバーにて見ず知らずのOLに打ち明ける形で、審判稼業の難しさを説いた内容（時にはシミュレーションやアドバンテージなどを繞って、特定の選手に恨まれるようなことやサポーターから好かれることはない孤独な職業であることなど）となっている。
CASE.2 広報担当
主役は宮崎サンガイア広報担当の藤原（女性。名前不詳）。広報の一日という形で、その八面六臂の仕事ぶりと彼女が抱えるジレンマ（サッカー好きで広報担当になっても、仕事に忙殺されサッカーを見る暇も作れないこと）を説いた内容。最終的には毎日やめたいと思いながらも、サポーターの笑顔が忘れられずに思いとどまっているという内容で締めくくられている。
CASE.3 ホペイロ 〜用具係という仕事〜
主役は横須賀ブリッツ所属の新米ホペイロ、相川（男性。名前不詳）。上司の真田慎吾からホペイロの存在意義と役割を教わりながら、ホペイロという仕事を細かく解説した内容。この作品によると、子を思う母のように選手が試合に専念できるようにサポートする仕事、またサッカーの本場ではプロとアマを分つ存在と紹介されている。
CASE.4 実況アナウンサー
主役は青森マンザーノを20年以上応援してきたベテラン実況アナウンサー、倉田造。アナウンサーが果たすべき役割を説いた内容。ゴールを連呼するような真似は避けるべきだと頭に念じておきながら、最終的には本人がそれを実演するという展開があり、実況アナウンサーとは視聴者の目と耳となる目撃者であり、そして彼らの代弁者であると締めくくられている。
CASE.5 第3ゴールキーパー
主役は船橋シャークスのゴールキーパー、西田剛史。第3ゴールキーパーという立場の厳しさと難しさ（モチベーション維持など）、そしてクラブにおける役割を説いた内容。尚、西田は後に第2巻のCASE.8、9にも登場し、そこではゴールキーパーという仕事について解説している。
CASE.6 スポーツカメラマン
主役はプロカメラマン、近藤美佐。カメラマンという仕事におけるテクニックと求められるセンス、そして彼らのプロとしての視点、矜恃などを紹介した内容。いい写真が撮れたと意識して撮った写真より、何気なく撮った写真を入稿リストに入れるなど、小手先の理屈より感覚が物を言う職業であると暗に述べられている。
CASE.7 通訳
主役は通訳の山辺宏樹。クロアチア語が堪能であり、高知レボーラ監督、ドラガン=ニコリッチに就いている。そして、通訳とは監督の言葉をそのまま伝えるものではなく、監督のパッションを伝える職業であると総括している。
CASE.8 ユースコーチ
主役は出雲ミストラルのユースコーチ、菅野健也。一般参加で最終テストまで残った友永康史という少年とのドラマを通し、ユースコーチの役割とセレクションの一連の流れを紹介した内容。最終選考で落選させた友永が後に、セリエAで活躍する一流選手になるという皮肉で締めている。なお、友永のモデルは愛媛FCのユースに落選しながらも、セリエAのインテルで活躍を遂げることになった長友佑都である。
CASE.9 チームドクター
主役は広島サンシャインのチームドクター、千葉（男性。名前不詳）。中学時代の大怪我でサッカーができなくなったことで、何でも治せる医者になりたいと願い、今に至る。劇中ではチームドクターの選手に対する信頼や責任のほか、スポーツ医学の現状などを説いた内容となっているが、古傷を持っているベテラン選手との遣り取りでは、最終的に選手の意思を通すなど、医は仁術であるという部分も見せている。
CASE.10 クラブ社長
主役は下関パイレーツ社長、高見啓二。高見はイーグルドアというIT産業を立ち上げた実業家であり、パイレーツのスポンサーに名乗りを上げたことで、急逝した国井前社長の遺志を継いで社長に就任。劇中で監督更迭劇が描かれており、そこに隠された人との信頼と裏切り、現金なサポーターの対応などドライな視点が多く描かれた内容である。
CASE.11 ターフキーパー 〜芝管理人〜
主役は浜松バンディットのスタジアムの芝管理を一任されている造園師、植草茂。人一倍プロ意識の高い人物であり、表向きは冷静を装っても、毎日グラウンドのコンディションを心配しているなど責任感は極めて強い。劇中ではターフキーパーの大変さより、ターフキーパーの仕事内容や技術の進歩など全体像を扱っており、「芝生は良くて当り前」ということを、一番芝管理人は知っているものだと締めくくられている。

### 第2巻
CASE.1 代表料理人
主役は日本代表チームの料理人、吉野寿人（ひさと）。衛生管理、食材調達など料理人としての大変さや選手に対する思い、また他国の料理人を通じた義理人情なども説いた内容となっている。
CASE.2 代理人
主役は日系ブラジル三世の代理人、ロベルト本田。若手の海外移籍という場面から、代理人という職業の役割と矜恃を説いた内容。そして一般人が抱きやすい誤解（移籍金を上乗せして、報酬をピン撥ねしようとしていうるのではないか、など。実際はFIFAのシステムに監視されているため無理）に対する補足説明なども加えている。
CASE.3 ライター
主役はプロライターの北野弘行で、サッカー専門のスポーツ新聞社と契約、クレントス福山の番記者を務めている。ライターの存在意義と世評を含め、記事を書くことの難しさなどを説いた内容となっている。劇中では、ある1つの記事についてプロ方面からはしっかりと評価される一方で、無責任な第三者によるインターネット掲示板の中傷も同時に書き込まれるなど、皮肉を交えた描写が目立っている。なお、この話はサッカーライターのいしかわごうが取材協力を行っている。
CASE.4 クラブ営業マン
主役は会津ホワイティの営業担当、内藤剛（つよし）。2部リーグ下位に甘んじる地方クラブにおける営業活動の現状を踏まえつつ（クラブが弱いとスポンサーも付いてくれない、など）、営業とは何をする仕事かを説いた内容。営業サイドのロジカルなセールストーク（どういうベネフィットがあるのか）、またスポンサーの視点（スポンサーはサッカーから何をビジネスとして見出しているか）なども描かれており、最終的にスポンサー契約につながったのはクラブの勝敗ではなかった点などを含んでいる。
CASE.5 サポーター
主役は大学生の倉本マサミ、文化人類学専攻。彼女はコアサポーターではなく、卒業論文のテーマとして姫路ホワイツにおけるサポーターの生態調査を行っていた。最終的に彼女自身がコアサポーターになるという展開であるが、その中でサポーターとクラブのつながりや彼らの理念などを説いている。なお、このサポーターというケースについては、能田が扉で補足を入れており、「職業ではないが、サッカー文化を形成する仕事に相違はない」という理由で、また自身も愛媛FCのコアサポーターである点からも、敢えてケースとして採用したと述べている。
CASE.6 フィジカルコーチ
主役は諏訪ドラクーンの専属フィジカルコーチ、山辺秀行。フィジコ（フィジカルコーチのこと）の日本国内における現状（ライセンスが存在しないことから、権限が弱いことなど）や彼らの役割を説いた内容となっており、選手のパフォーマンスを向上させる存在として不可欠だと締めくくっている。なお、この話はヴァンフォーレ甲府のフィジカルコーチ・谷真一郎が取材協力を行っているが、作者の能田によれば甲府側から逆オファーを受けたのだという。
CASE.7 なでしこ
主役は女子サッカー選手兼OLの三村ケイ子。女子リーグプロ2部手前の奈良レディースの主将を務め、クラブを昇格に導く。なでしこジャパンの活躍を通して、国内女子サッカーの栄光と、それと裏腹な現状（多くの中学校に女子サッカー部が存在しないなど育成地盤が脆弱であることや一過性のブーム依存で、社会人チームの撤退が多かったり、クラブ運営が不安定であること、またプロアマ混淆の状態であり、選手のモチベーションに較差が見られることなど）を説いた内容となっている。
CASE.8 9 第3ゴールキーパー
第1巻CASE.5の続編にあたる。西田は0円提示（戦力外通告）によって、プロ引退、または移籍を余儀なくされるも、新天地の宮崎サンガイアで正ゴールキーパーの椅子を掴む。そして、ここでは第3ゴールキーパーというより、ゴールキーパーというポジションの役割を丁寧に説いた内容、またGKを通じて、サッカーを生業とすることの難しさを説いた内容（金銭、家庭問題など）ともなっている。後半は天皇杯決勝のシーンであり、そこで迎えたPK戦におけるゴールキーパーのあり方と難しさを説いた内容となっている。

## 書誌情報
- 能田達規 『サッカーの憂鬱 裏方イレブン』 実業之日本社〈マンサンコミックス〉、全2巻
  1. 2012年1月28日発売 ISBN 978-4-408-17371-9
  2. 2013年5月29日発売 ISBN 978-4-408-17445-7